# Gerhard Tersteegen
Gerhard Tersteegen (25. listopadu 1697 Moers – 3. dubna 1769 Mülheim an der Ruhr) byl německý protestantský spisovatel a mystik, představitel mystického proudu pietismu, autor četných duchovních písní.

## Život
Narodil se 25. listopadu 1697 v Moersu, v krajině mezi Porýním a Nizozemskem. Jeho otec byl kupcem a hlásil se k protestantské (reformované) církvi; v roce 1703 zemřel. Mladý Tersteegen prošel latinskou školou ve svém rodišti a naučil se dobře řecky a hebrejsky. Chtěl studovat teologii, ale na to rodina neměla dostatek prostředků. Proto byl v patnácti letech dán na učení do obchodu v Mülheimu, aby pokračoval v šlépějích svého zesnulého otce. V Mülheimu pak žil až do smrti.
Už v době učení se obrátil k životu v hluboké zbožnosti. V roce 1717 založil sice vlastní obchod, ale po dvou letech vše prodal a rozdal chudým; stejně naložil i s dědictvím po matce. Od příbuzných byl proto pokládán za blázna. Po pěti letech života o samotě a v chudobě zažil podle svých vlastních slov „druhé obrácení", jež ho na Zelený čtvrtek 13. dubna 1724 přimělo k tomu, že napsal dopis Ježíšovi, v němž se bezpodmínečně odevzdal do Boží vůle.
Neoženil se, žil v ústraní, takřka jako poustevník, a živil se tkaním hedvábných stuh. Později vzal k sobě spolupracovníka, aby byl v křesťanském obecenství při celodenní práci a pobožnostech. Večer navštěvoval chudé a nemocné, v noci studoval a psal. Po několika letech se pro nemoc vzdal tkalcovské práce a vyučoval pak náboženství děti svého strýce. Žil z milodarů a připravoval léky pro trpící, jež rozdával přátelům a chudým. Mnoho lidí se na něj obracelo s žádostí o radu a pomoc; duchovní rozhovory a hojná korespondence z něho učinily vyhledávaného duchovního rádce. V roce 1727 založil bratrstvo, které se rozhodlo k životu v čistotě, chudobě a poslušnosti. Pro členy bratrstva napsal spis Forma vitae [Způsob života], v němž je obsaženo poučení o askezi, modlitbě a úsilí o posvěcení.
S horoucí touhou následovat Krista v utrpení snášel trpělivě dlouhotrvající nemoci a deprese. Zemřel v Mülheimu dne 3. dubna 1769.

## Dílo
Tersteegen je považován za představitele mystického proudu pietismu. Prostudoval mnoho mystických spisů, četl díla velkých katolických mystiků i spisy stoupenců kvietismu, např. paní de Guyon. Překládal mystické texty a zpracoval je ve sbírce Außerlesene Lebensbeschreibungen Heiliger Seelen [Životopisy svatých duší], 3 svazky. Z jeho textů jasně prosvítá touha patřit výlučně a navždy Bohu. „Tersteegen chápal posvěcování jako úsilí o sjednocení s Kristem ve víře, lásce a modlitbě a zároveň jako odpověď na trojí Kristovu lásku: lásku přátelskou, lásku mateřskou a lásku manželskou; ta poslední nás přivádí k tomu, abychom se Kristu darovali. Toto sebedarování se vyjadřuje modlitbou a láskou k bližnímu, předpokládá umrtvování, sebezápor a uznání vlastní nicotnosti."
Dále napsal asi 111 duchovních písní, přes tisíc krátkých veršovaných průpovědí a též rozjímavé verše na texty z proroků. Tyto veršované práce vyšly pod názvem Geistliches Blumengärtlein inniger Seelen [Duchovní květnice vroucných duší]. Některé jeho písně pronikly i do zpěvníků evangelických církví v českých zemích (Pán Bůh je přítomen, Já klaním se té lásce svaté). Bylo též sebráno několik svazků jeho korespondence.

## Ukázka
Já klaním se té lásce svaté,
jež v Kristu nám se zjevuje,
a proudu milosti té vzňaté
se duše moje svěřuje.
Ne na sebe já pamatuji;
v to moře lásky sestupuji.

Ó jak mi přichýlen jsi něžně,
jak po mně touží srdce tvé!
Tvou přitahován láskou snažně
já vše ti dávám, co jest mé.
Ty lásko vroucí, lásko z nebe,
tys zvolil mě a já zas tebe.

Já cítím: tebe musím míti,
já cítím: tvůj vždy musím být;
mně nikdo tu ni skvělé žití
dát nemůže, co lze tak mít.
Jen v tobě pokoj, radost má je,
jen ty mě vodíš k branám ráje.
G. Tersteegen, Já klaním se té lásce svaté, úryvek (začátek písně)